# Tirbușon

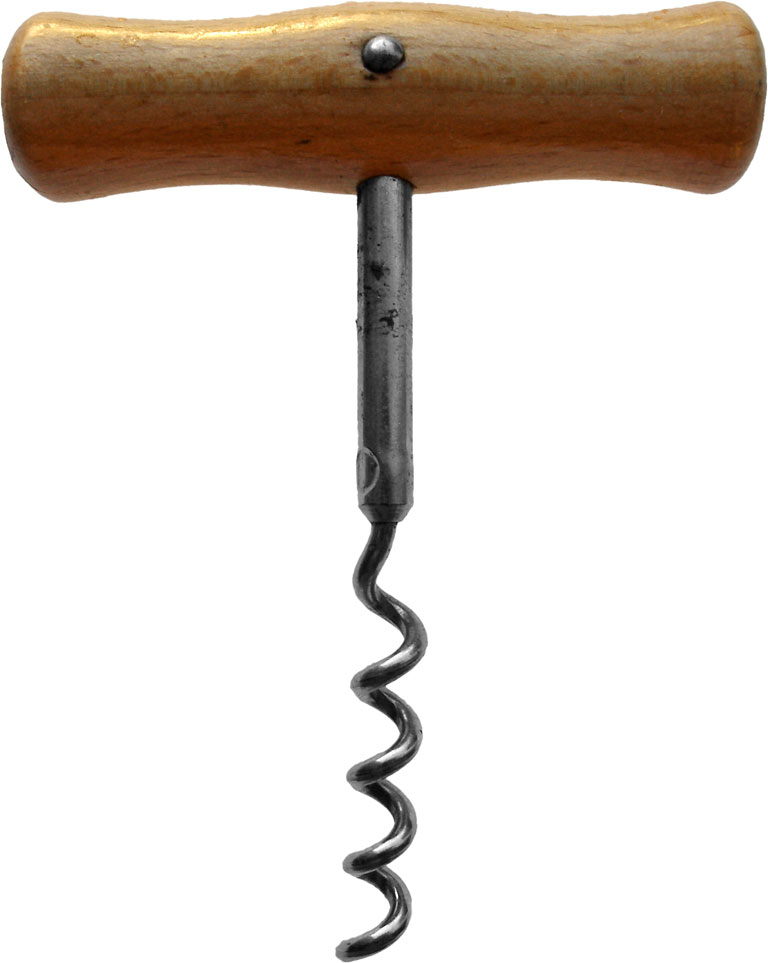
Tirbușon simplu

Un tirbușon este un dispozitiv de metal în formă de spirală, prevăzut cu un mâner, folosit pentru a scoate dopurile de la sticlă.

## Istorie
Inventatorul tirbușonului nu este cunoscut, dar primele înscrieri apar în Anglia în anul 1676 când John Worlidge vorbește în cartea sa "Treatise on Cider" de un  obiect care extrage dopul din sticlele de vin.
În 1795 Samuel Henshall a patentat pentru prima oara tirbușonul.